# Дати, Рашида
Рашида Дати (фр. Rachida Dati; род. 27 ноября 1965 года, Сен-Реми, Бургундия) — французский политик, министр юстиции с 18 мая 2007 года по 23 июня 2009 года, министр культуры с 11 января 2024 года. Первая арабка во французском правительстве. Имеет французское гражданство, а также марокканское подданство (по праву происхождения).

## Биография
Дочь марокканца-каменщика и алжирки, имела 11 братьев и сестёр. Обучалась в католической школе, затем работала бухгалтером в компании «Эльф Акитэн» (Elf Aquitaine). Позднее работала в Лондоне в Европейском банке реконструкции и развития, в юридическом отделе Министерства образования Франции. С 1999 года — юрисконсульт при Трибунале высшей инстанции в Бобиньи, затем — судья по делам о банкротстве. С 2002 года — советник Николя Саркози, в 2007 года — его представитель по связям с прессой при избирательном штабе. После победы Саркози на президентских выборах 6 мая 2007 была до 2009 министром юстиции, в июне 2009 избрана в Европейский парламент.
Газеты критикуют Дати за авторитарный стиль управления и за дорогие наряды от Кристиана Диора.
2 января 2009 года Рашида Дати стала матерью: у неё родилась дочь, которую назвали арабским именем Зохра. Во время принятия родов было использовано кесарево сечение. Имя отца Рашида Дати решила пока сохранить в тайне.
В 2016 г. вместе с группой французских депутатов выступила за снятие санкций против РФ.
4 июня 2019 года по информации еженедельника «Marianne» стало известно, что в апреле того же года на основании иска одного из акционеров Renault-Nissan финансовая прокуратура Франции начала предварительное расследование в отношении Карлоса Гона, его жены, Рашиды Дати и Алена Бауэра по подозрению в коррупции (в 2009—2013 годах Дати получила 600 тыс. евро в качестве консультанта нидерландского подразделения корпорации — Renault-Nissan BV). В мае Дати сообщила в интервью «Le Parisien», что в 2010—2012 годах являлась адвокатом указанной компании и получала 300 тыс. евро в год по юридически выверенным контрактам.
15 марта 2020 года в качестве кандидата партии Республиканцы получила в первом туре муниципальных выборов в Париже 22,72 % и вышла во второй тур вместе с действующим мэром социалисткой Анн Идальго (29,33 %). Одновременно Дати была избрана мэром VII округа Парижа, набрав 50,69 % голосов и став единственным главой округа, избранным уже в первом туре. Во втором туре городских выборов 28 июня список Дати вновь уступил списку Идальго (34,3 % голосов против 48,5 %).
11 января 2024 года лидер «Республиканцев» Эрик Сьотти объявил об исключении Дати из партии ввиду назначения её на должность министра культуры в правительстве Атталя.
21 сентября 2024 года сохранила свой пост, получив портфель министра культуры при формировании правительства Барнье.
23 декабря 2024 года при формировании правительства Байру вновь назначена министром культуры.